# Cephenemyia stimulator
Espèce
Cephenemyia stimulator est une espèce d'insectes de l'ordre des Diptères et de la famille des Oestridae. L'imago est une mouche d'environ 15 mm de long, trapue et velue, qui mime un bourdon. La larve est un endoparasite obligatoire spécifique au Chevreuil d'Europe chez qui elle créé une myiase. En passant par son museau, elle se développe dans ses cavités nasales et pharyngiennes dont elle se nourrit des chairs vivantes puis se pupose dans le sol. Chez les animaux sains, la présence de larves en quantité limitée n'est pas mortelle. L'espèce est largement répandue dans l'aire de répartition du chevreuil, principalement en Europe de l'Ouest et centrale. À la faveur du réchauffement climatique, elle s'étend en régions méditerranéenne et nordique.

## Description

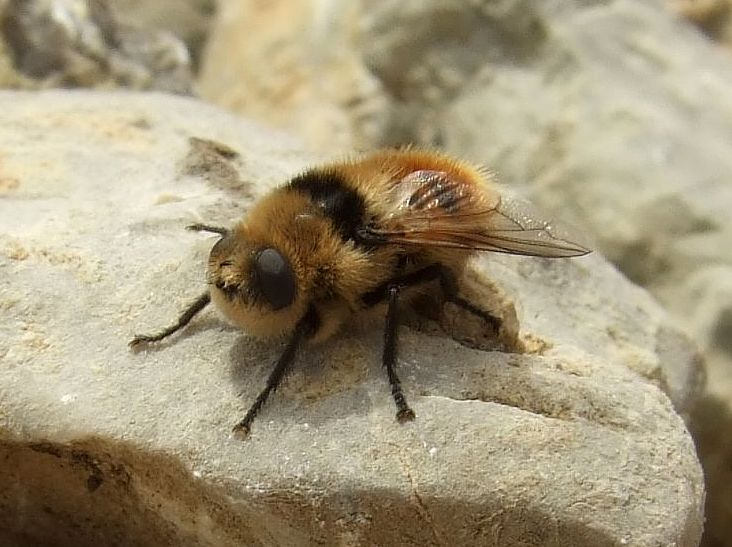
Imago de Cephenemya stimulator.

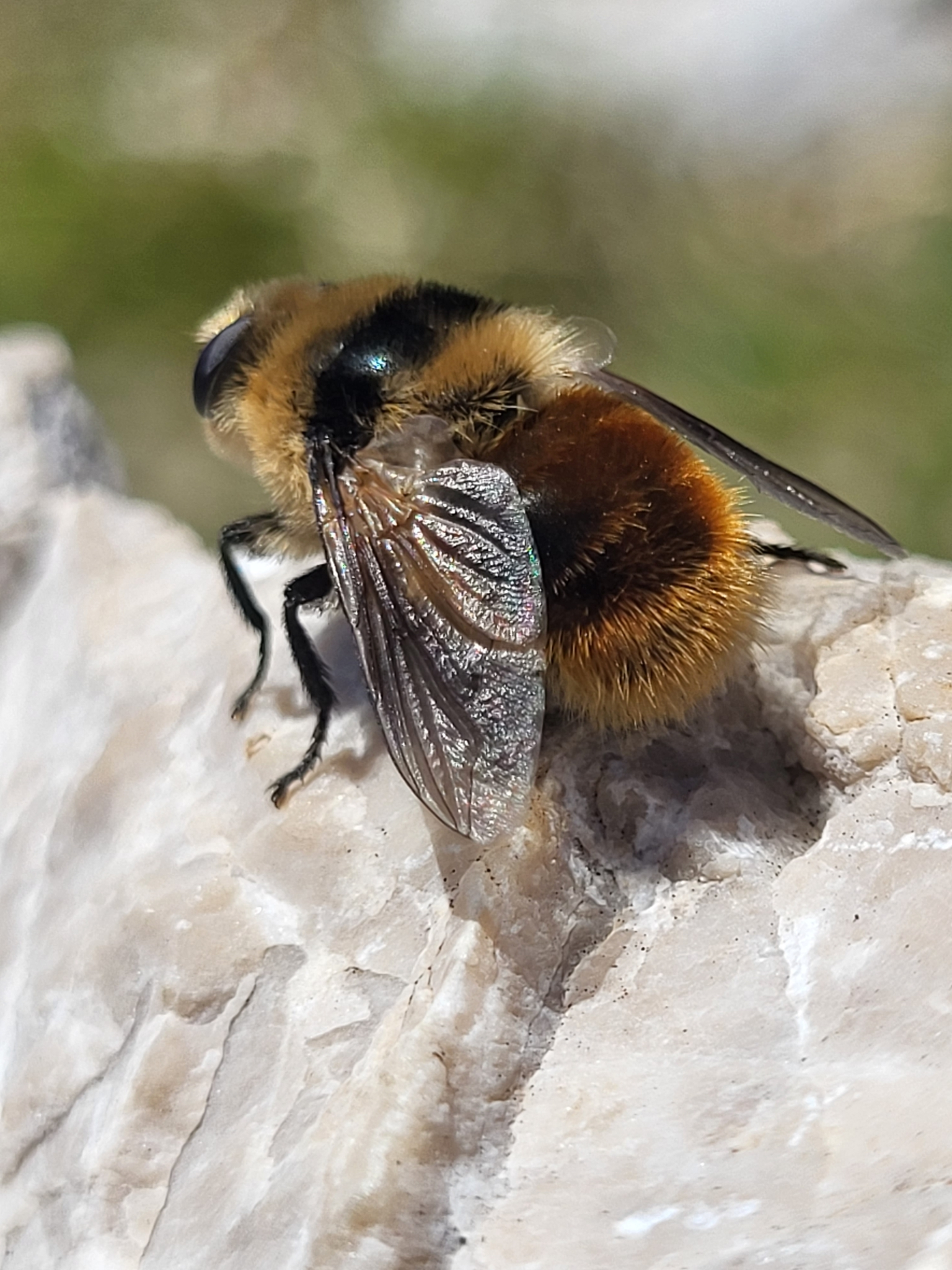
Imago de Cephenemya stimulator.

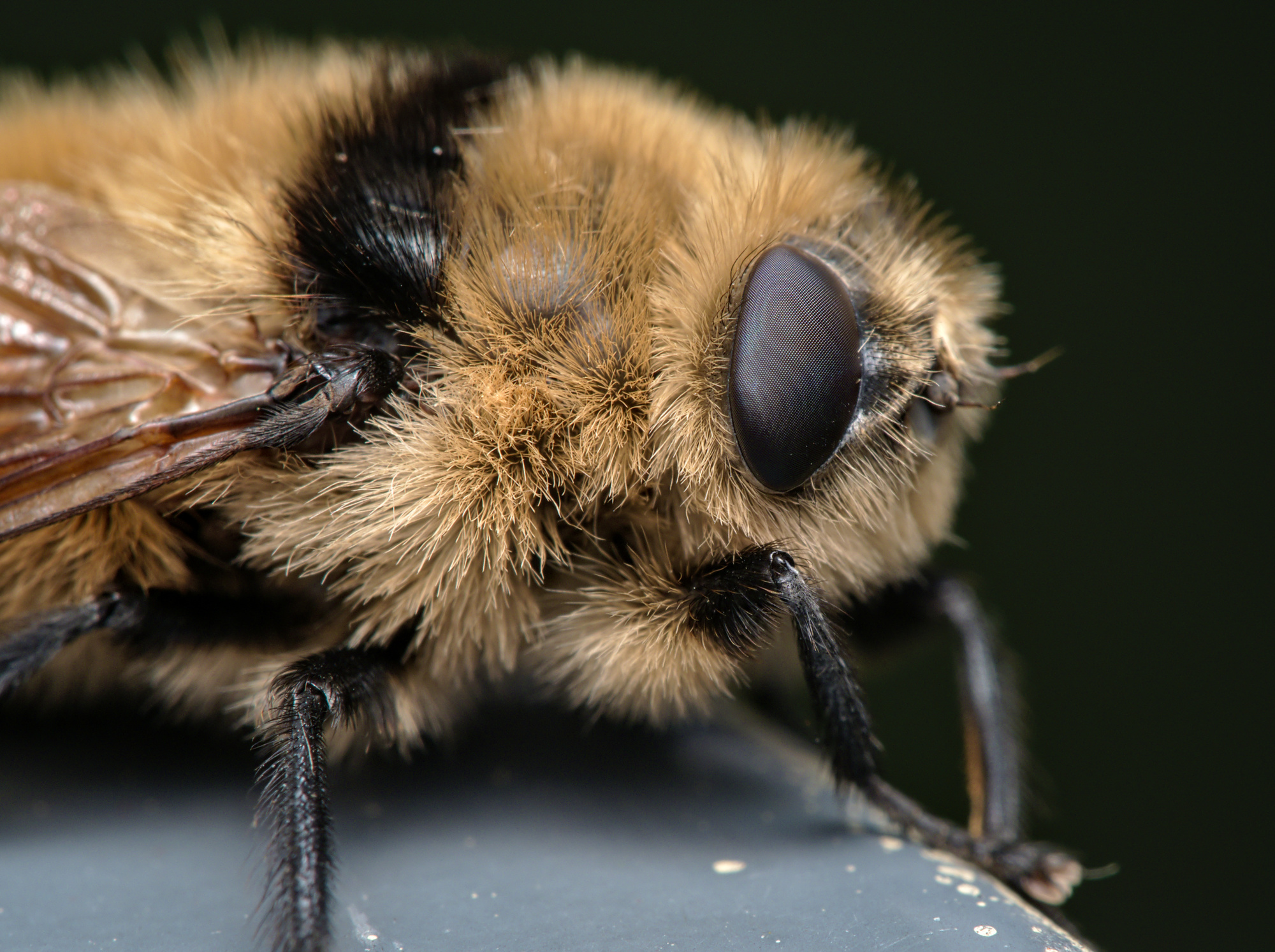
Imago de Cephenemya stimulator.

L'imago de C. stimulator est recouvert de poils jaunes et orange, prenant parfois une teinte légèrement rougeâtre semblable à celle des Bourdons ; ce mimétisme batésien lui permet de profiter de méfiance des prédateurs envers eux. La tête est grande par rapport au reste du corps, avec de grands yeux et des antennes courtes. Le mâle présente des pinces copulatrices (le phalosome) recouvertes de fines épines. Ces pinces ont pour rôle de maintenir la femelle pendant la copulation. Les imagos de C. stimulator, comme les autres mouches de la famille des Oestridées, ont une durée de vie courte, n'ont pas de pièces buccales fonctionnelles et ne se nourrissent pas. Ils dépendent d'une assimilation et d'un stockage efficaces des nutriments pendant leur stade larvaire. Leurs grands yeux leur permettent de localiser leurs hôtes ainsi que leurs partenaires

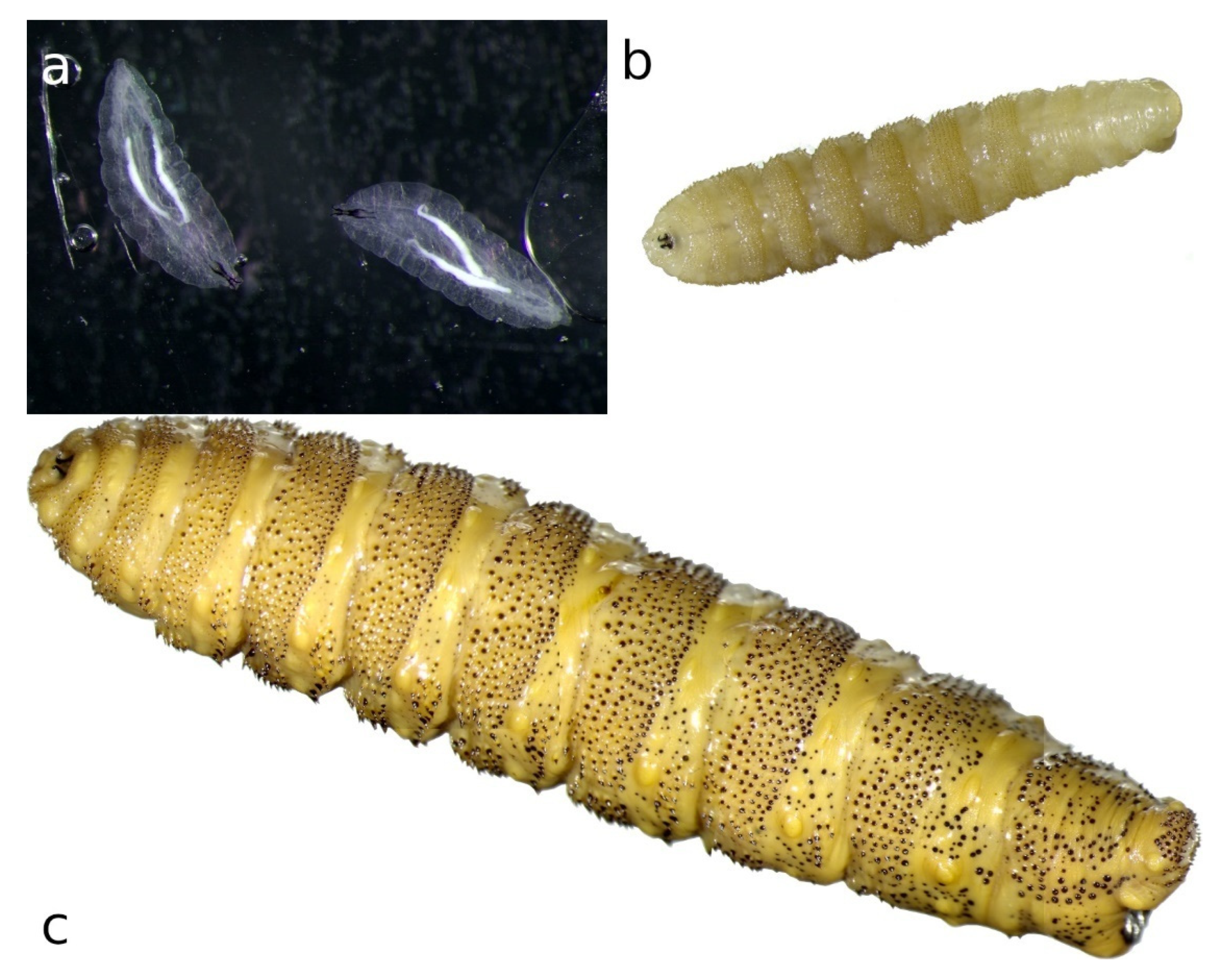
Les trois stades larvaires de Cephenemyia stimulator.

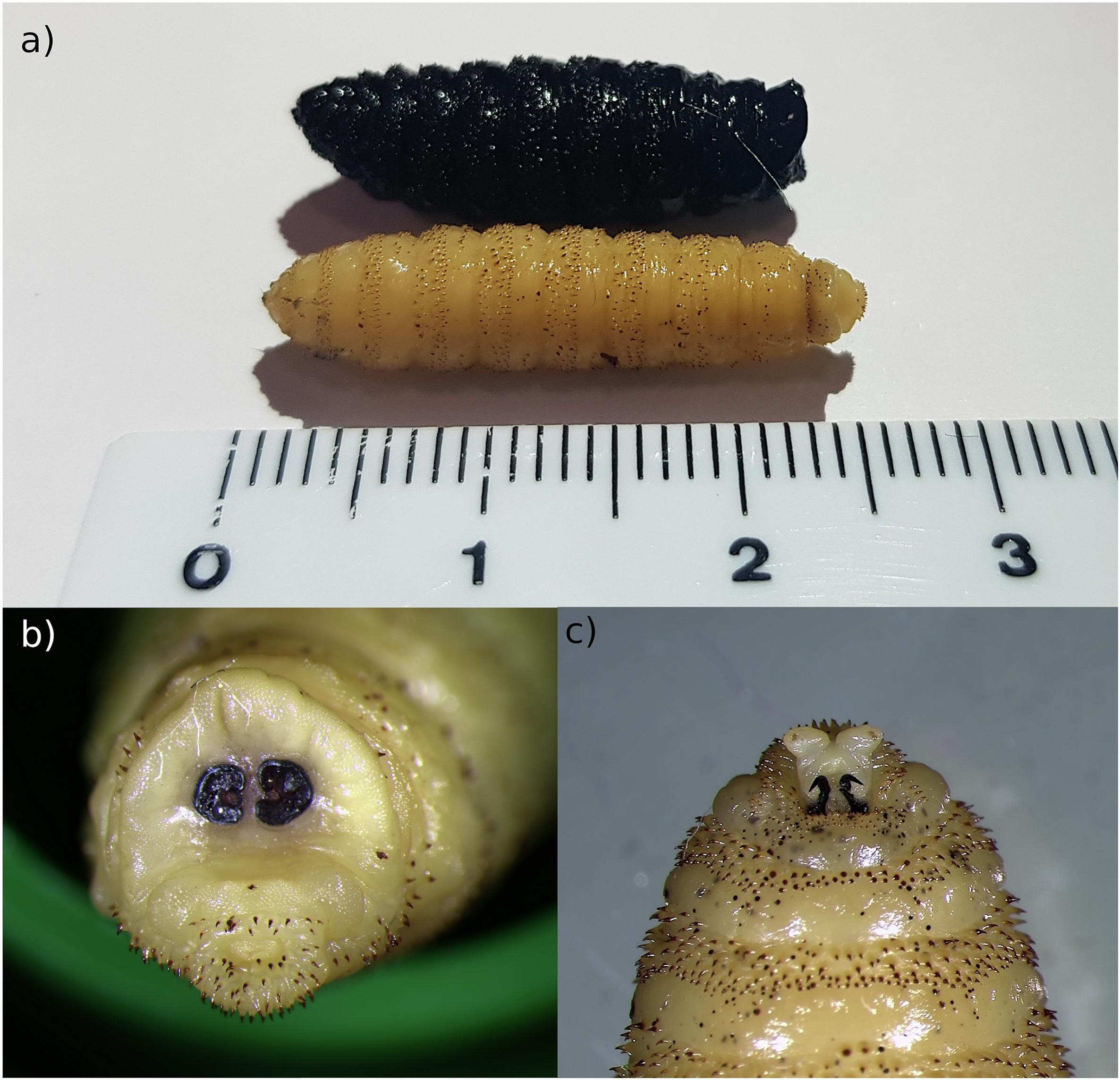
(a) Larve de troisième stade jaune et prépupe noire de Cephenemyia stimulator. Extrémités postérieure (b) et antérieure (c) d'une larve de troisième stade de C. stimulator.

La larve de C. stimulator est allongée et comporte douze segments, la région ventrale étant plus plate que la région dorsale. La tête est mobile et peut être rétractée dans le thorax. Le corps est couvert d'épines qui, avec les grands crochets buccaux, servent à s'accrocher à la muqueuse de l'hôte, évitant ainsi à la larve d'être expulsée par les mécanismes de défense, tels que la toux et les éternuements. Trois stades de développement sont distingués : au premier, la larve est blanche et mesure plus ou moins 2,27 mm de long ; au deuxième, elle est jaunâtre, présente une densité d'épines plus faible et sa longueur varie entre 3 et 13 mm ; au troisième, elle s’assombrit, mesure plus ou moins 25 mm de long et présente de nombreuses cellules adipeuses sur les flancs et le dos de l'abdomen.
La pupe de C. stimulator est recouverte d'une chitine protectrice noire et mesure de 16 à 20 mm de long.

## Confusions possibles
Sept autres espèces du genre Cephenemyia ont un comportement similaire sur des espèces de Cervidés différentes. Leurs imagos sont morphologiquement très proches et présentent chacun une disposition particulière des poils jaunes et noirs.

## Écologie et distribution
D'un point de vue général, les imagos de C. stimulator sont actifs de fin mai à mi-septembre, lorsque la température dépasse 13 °C et leur activité diminue lorsque les températures sont plus basses ou en cas de précipitations. La couverture végétale semble également influencer l'intensité de l'infestation, qui est plus élevée dans les zones à faible densité d'arbres.
C. stimulator est largement répandu en Europe où son aire de répartition se confond avec celle du Chevreuil d'Europe. L'espèce est présente en Irlande, en Grande-Bretagne, en France, en Suisse, en Belgique, aux Pays-Bas, en Allemagne, au Danemark, en Tchéquie, en Autriche, en Ukraine, en Pologne, en Hongrie, en Croatie, en Norvège, en Suède, en Estonie, en Espagne et au Portugal,,.
Le changement climatique modifie la répartition géographique et l'abondance de plusieurs espèces parasites. En Espagne, à la limite sud de l'aire de répartition du chevreuil, C. stimulator a été signalé pour la première fois en 2001, suivi d'une expansion rapide dans la Péninsule ibérique. Presque simultanément, C. stimulator a également étendu sa distribution en Europe du Nord, les premiers cas ayant été signalés en Suède en 2013.

## Cycle de vie

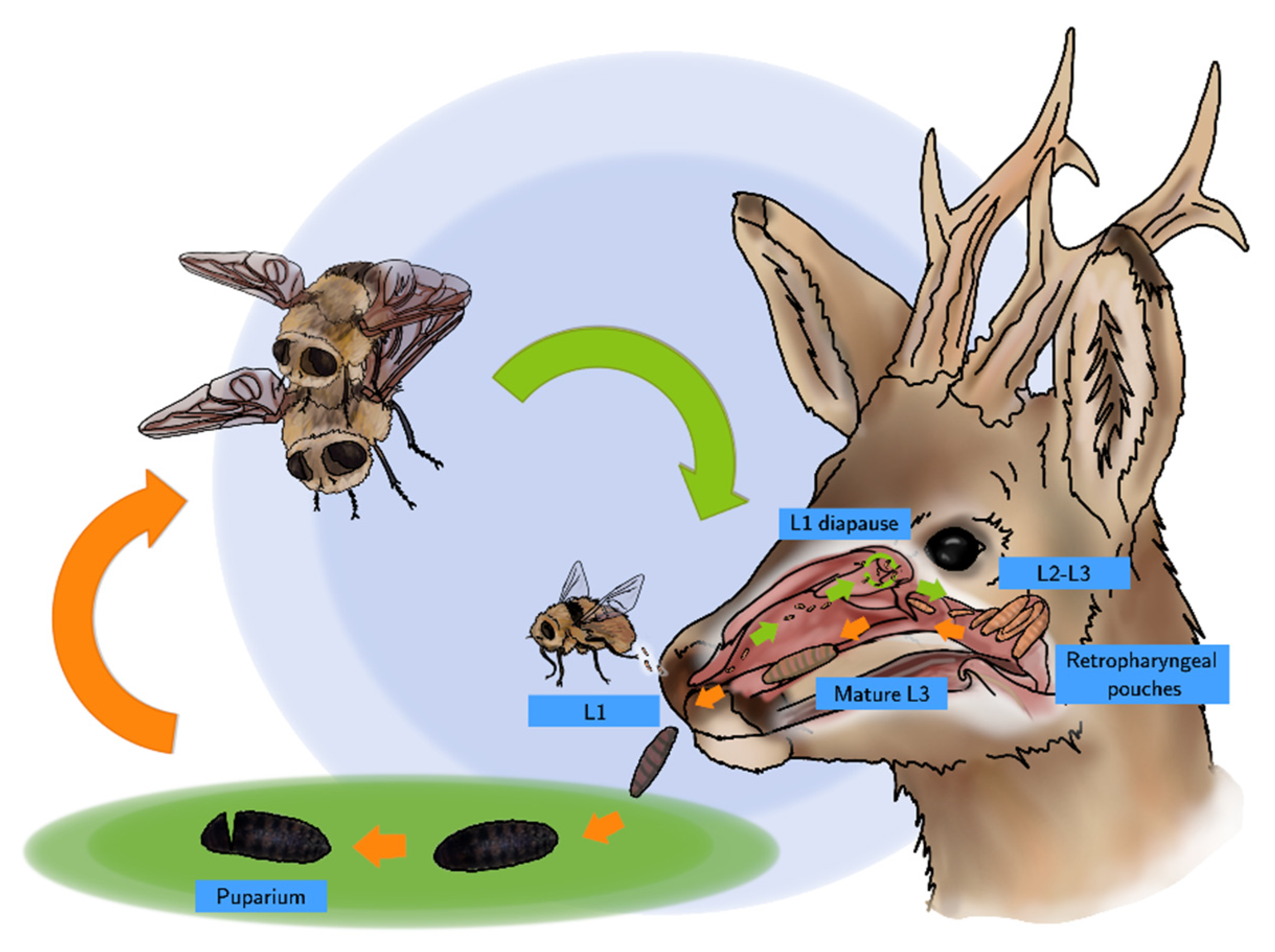
Cycle de vie de Cephenemyia stimulator.

Émergés de leur pupes, mâle et femelle cherchent à s'accoupler lors de vols vifs et rapides durant les journées chaudes et ensoleillées, dont les températures sont comprises entre 20 et 30 °C. La femelle émergeant avec des œufs entièrement développés, elle est prête à pondre la fécondation tout juste effectuée.
La femelle fécondée dépose ou projette des paquets de 30 à 50 larves de premier stade dans les narines de différents spécimens de chevreuils qu'elle aura détecté par leur odeur ou par le CO2 exhalé. Au cours de sa courte vie de 16 jours, elle produit jusqu'à 500 larves entourées d'un liquide gélatineux épais qui favorise leur adhésion à leur hôte et les protège de la dessiccation.
La larve de premier stade se déplace dans le nez ou la bouche vers les cavités nasales, aidée par ses crochets et ses épines qui constituent un mécanisme de défense contre les tentatives de l'hôte de s'en débarrasser par la toux, des éternuements et des mouvements brusques de la tête. Elle peut entrer en diapause si les conditions deviennent défavorables.
Une fois le deuxième stade développé, la larve se dirige vers les choanes, le pharynx et le larynx, lieu de prédilection des stades 2 et 3. Plusieurs dizaines de larves organisées sous forme de grappe peuvent envahir les cavités arrière du pharynx qui se distendent alors en « poches ».
Sa croissance terminée, le troisième stade, progresse vers les voies aériennes supérieures puis les narines aidés par les chevreuils qui toussent ou éternuent. Une fois au sol, la larve lucifuge s'enfouit parmi la litière de feuilles où elle se pupose. Tant que les conditions climatiques sont favorables, mâle et femelle émergent après 2 à 3 semaines de développement, commençant ainsi un nouveau cycle. À l'arrivée des premiers frimas automnaux, l'espèce hiverne jusqu'au printemps dans sa pupe ou sous le premier stade larvaire, en diapause dans les naseaux du chevreuil.

## Impact parasitaire

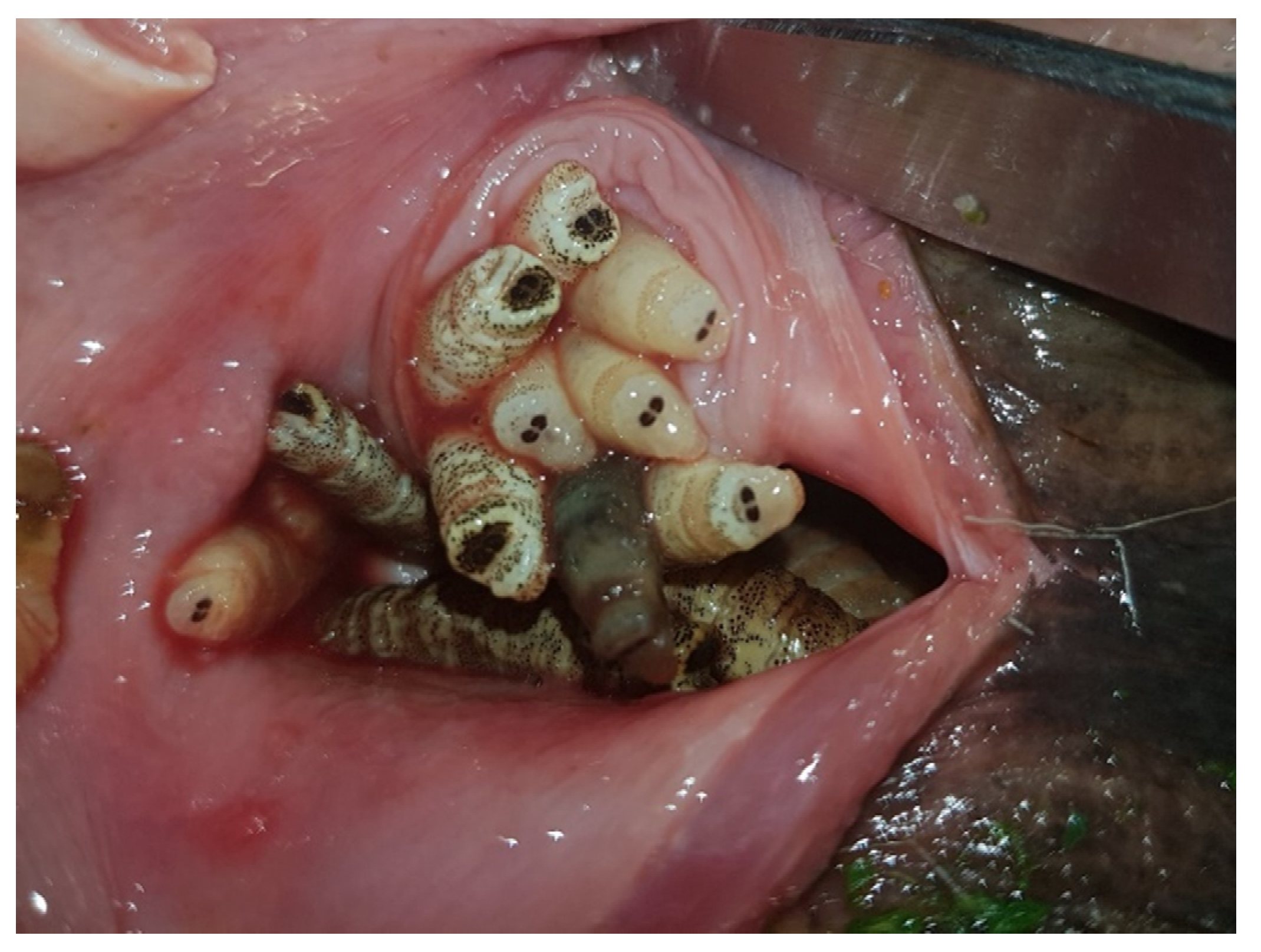
Larves de Cephenemyia stimulator dans la poche arrière du pharynx d'un chevreuil.

Selon les pays, la prévalence de C. stimulator oscille entre 14 et 55 % des chevreuils infectés alors que son intensité moyenne varie de 6 à 11 larves par chevreuil, ce nombre pouvant aller jusqu'à 30. Ces deux critères sont largement plus élevés chez les individus âgés alors que les faons ne sont quasiment pas infectés.
En réponse au stress engendré par les agressions des femelles C. stimulator, les chevreuils évitent les espaces ouverts aux heures où l'activité de vol est maximale et préfèrent les zones boisées. De plus, ils secouent la tête, éternuent, aboient voire effectuent de longues courses et des sauts.
La présence de larves dans le corps du chevreuil implique chez lui une difficulté à respirer, une inflammation, une irritation importante de la muqueuse nasale qui s'érode et une production d'écoulements purulents. Le chevreuil éternue, tousse, respire par la bouche, se gratte et se tapote le museau avec ses pattes. Il a des difficultés à pâturer et à ruminer. Les lésions se compliquent parfois en infections secondaires. Il arrive que les larves soient aspirées dans les poumons, provoquant une pneumonie qui peut être fatale.
Une infestation moyenne n'affecte pas l'état d'un chevreuil sain alors qu'un nombre élevé de larves aggrave considérablement les conséquences et peut engendrer la mort. Un chevreuil préalablement affaibli présente un risque d'infestation plus de 10 fois plus élevé.
Il est théoriquement possible de traiter les chevreuils contre C. stimulator, car certains médicaments, en particulier les lactones macrocycliques, se sont révélés efficaces contre les Oestridae. Cependant, leur utilisation pour la faune sauvage étant controversée, seules sont conseillées des mesures de contrôle alternatives telle que la réduction des densités de chevreuils par les associations de chasse.

## Taxonomie
Le nom valide complet (avec auteur) de ce taxon est Cephenemyia stimulator (Clark, 1815). L'espèce a été initialement classée dans le genre Oestrus sous le protonyme Oestrus stimulator Clark, 1815.

### Publication originale
(la) Bracy Clark, An Essay on the Bots of Horses, and other animals, 1815. London (lire en ligne, illustration)

### Synonymie
Cephenemyia stimulator a pour synonymes :
- Cephenemyia biangulata (Cooke, 1857)
- Cephenemyia microcephalus (Clark, 1815)
- Cephenemyia stimulatrix Rondani, 1857
- Oestrus biangulatus Cooke, 1857
- Oestrus capreoli Hennig, 1855
- Oestrus microcephalus Clark, 1815
- Oestrus stimulator Clark, 1815